# Дель Коре, Антонелла
Антонелла Дель Коре (итал. Antonella Del Core, 5 ноября 1980, Неаполь, Италия) — итальянская волейболистка, доигровщица. Двукратная чемпионка Европы в составе сборной Италии. Двукратная чемпионка России в составе казанского «Динамо».

## Карьера
Клубная
Антонелла родилась в Неаполе, изначально она занималась в секции лёгкой атлетики, где специализировалась на барьерном беге, но потом по примеру своих старших братьев перешла в волейбольную секцию. В 1997 году она начала выступать за неаполитанский клуб «Эстер Наполи» в Серии-А1. В Неаполе играла до 2001 года, с перерывом на время, когда была приглашена в команду «Клуб Италия», специально собранный коллектив по инициативе тогдашнего главного тренера итальянской сборной Хулио Веласко, и состоящий из волейболисток юниорской сборной страны.
В 2001—2006 годах Антонелла выступала в составе «Робурспорт Пезаро», сначала в Серии-А2, а потом в Серии-А1. Затем Антонелла провела два сезона в составе «Деспар-Сирио» из Перуджи, с которым завоевала Кубок Италии и чемпионский титул в сезоне 2006/07, а в следующем сезоне Лигу чемпионов ЕКВ 2007/08. В 2008—2010 годах Антонелла Дель Коре выступала два сезона за «Фоппапедретти Бергамо», с которым дважды завоевала бронзовые медали национального первенства и дважды стала победительницей Лиги чемпионов ЕКВ в сезоне 2008/09 и 2009/10.
В сезоне 2010/11 выступала за стамбульский «Эджзаджибаши», с которым выиграла Кубок Турции.
С 2011 года Дель Коре выступала за российские клубы «Факел Новый Уренгой» и «Заречье-Одинцово». С сезона 2013/14 была игроком казанского «Динамо». С командой из столицы Татарстана стала двукратной чемпионкой России в сезоне 2013/14 и 2014/15, а также победительницей Лиги чемпионов ЕКВ 2013/14. В начале 2016 года Антонелла не стала продлевать контракт с «Динамо», заявив о желании завершить игровую карьеру после Олимпиады в Рио и посвятить время семье.
В июне 2016 Антонелле Дель Коре была вручена специальная награда ЕКВ (CEV) «Lifetime Award», за значительные достижения на протяжении всей карьеры.
Статистика выступлений
| Клуб                            | Годы      |
| ------------------------------- | --------- |
| Наполи (Неаполь)                | 1997—1998 |
| Клуб Италия                     | 1998—1999 |
| Наполи (Неаполь)                | 1999—2001 |
| Робурспорт Пезаро (Пезаро)      | 2001—2006 |
| Деспар-Сирио (Перуджа)          | 2006—2008 |
| Фоппапедретти Бергамо (Бергамо) | 2008—2010 |
| Эджзаджибаши (Стамбул)          | 2010—2011 |
| Факел (Новый Уренгой)           | 2011—2012 |
| Заречье-Одинцово (Одинцово)     | 2012—2013 |
| Динамо (Казань)                 | 2013—2016 |

В сборной
Антонелла стала бронзовым призёром юниорского чемпионата мира в 1997 году и золотым призёром молодёжного чемпионата мира в 1998 году, но не принимала участие в победном для сборной Италии чемпионате мира 2002 года.
В 2004 году она участвовала в Олимпиаде в Афинах и стала победительницей Монтрё Волей Мастерс в Швейцарии. В 2005 году со сборной выиграла серебряные медали чемпионата Европы 2005. На следующем чемпионате Европы 2007 стала победительницей турнира, а через два месяца со сборной Италии выиграла Кубок мира 2007.
В 2008 году Антонелла пропустила Олимпийские игры в Пекине, так как у неё были обнаружены подозрения на нарушения сердечного ритма, в результате чего она не выступала за сборную тринадцать месяцев. Вернулась в сборную в августе 2009 года, и в начале октября во второй раз стала чемпионкой Европы на чемпионате в Польше.
В 2011 году во второй раз подряд стала победительницей Кубка мира. Была в составе сборной на Олимпиаде в Лондоне. На Олимпиаду в Рио-де-Жанейро, которая для волейболистки стала уже третьей, Антонелла отправилась в качестве капитана сборной.

## Достижения
Клубные
- Победительница Чемпионата Италии: 2006/07
- Обладательница Кубка Италии: 2006/07
- Обладательница Суперкубка Италии: 2007
- Обладательница Кубка Турции: 2010/11
- Победительница Чемпионата России (2): 2013/14, 2014/15
- Победительница Женской Лиги Чемпионов (4): 2007/08, 2008/09, 2009/10, 2013/14
- Победительница Клубного чемпионата мира: 2014

В сборной
- Бронзовый призёр Чемпионата мира среди девушек (до 18 лет): 1997
- Победительница Чемпионата мира среди молодёжных команд (до 19 лет): 1998
- Победительница Монтрё Волей Мастерс: 2004
- Победительница Чемпионата Европы (2): 2007, 2009
- Серебряный призёр Чемпионата Европы: 2005
- Обладательница Кубка мира (2): 2007, 2011
- Победительница Кубка чемпионов: 2009
- Серебряный призёр Мирового Гран-при (2): 2004, 2005
- Бронзовый призёр Мирового Гран-при (2): 2006, 2010

Индивидуальные
- Самый ценный игрок (MVP) Кубка Италии: 2006/07
- Лучшая доигровщица «Финала четырёх» Лиги чемпионов ЕКВ: 2009/10[5]
- Лучшая подающая «Финала четырёх» Лиги чемпионов ЕКВ: 2013/14
- Лучшая доигровщица отборочного турнира к ОИ: 2016
- Специальная награда Европейской конфедерации волейбола «Lifetime Award»: 2016